# 卷舌二
卷舌二，即英仙座ε（ε Persei），是一个位于英仙座的联星系统，距离地球约540光年。
卷舌二主星是一颗蓝色B0.5V型主序星，视星等为2.90。伴星的光谱类型是A2V，视星等3.92。卷舌二主星的质量约有14个太阳质量，半径是太阳的7倍，亮度是太阳的25,000倍，年龄大约只有1000万年。